# Martín Montoya
Martín Montoya Torralbo (spansk udtale: [marˈtim monˈtoʝa toˈralβo]; født 14. april 1991) er en spansk professionel fodboldspiller der spiller for Valencia som højre back. Han har spillet størstedelen af sin ungdomskareirre hos FC Barcelona, og blev i 2009 rykket op på FC Barcelona B. Efter flere fine præstationer blev han rykket op til A-truppen.

## Landshold
Den 25. august 2011 blev Montoya kaldt ind til det Spanske A-landshold af manager Vicente del Bosque for 2 venskabskampe imod Chile og Liechtenstein.